# حي المهاجرين (دمشق)
المهاجرين أحد أهم أحياء العاصمة السورية دمشق، ويقع في سفح جبل قاسيون من الجهة الغربية في منطقة كان اسمها القديم «تحت الردادين» التي كانت ملكاً لآل المؤيد العظم، وكانت قبلها ملكاً إقطاعياً لبهاء بك في عصر الوالي العثماني حمدي باشا وبعد التوسع العمراني الذي شهدته دمشق، أصبح الحي منطقة إدارية (بلدية) تضم عدة أحياء.
يقسم وادي بردى قاسيون إلى قسمين رئيسين، قسم جنوبي ويدعى جبل عنتر وعليه أقيم قصر الشعب، وقسم شمالي المشهور باسم قاسيون، يقسم نهر يزيد سفحه المطل على دمشق إلى قسمين، الأعلى صخري أجرد، خال من الخضرة لشدة انحداره، ظل خالياً من السكان حتى نهاية القرن الماضي.

## تسميته وتاريخه
أطلق على المنطقة اسم المهاجرين منذ بداية القرن العشرين عندما جاءها جماعة من المهاجرين، من كريتيين وأتراك وشراكس وسواهم ممن قدموا إليها بهجرات مختلفة الأسباب، أول المهاجرين كانوا من البلقان الذين وصلوا عام 1890 ثم من الروملي عام 1896 ومن كريت عام 1900 وقد بقيت في الحي عائلات تركية كثيرة في سورية بعد رحيل الحكم التركي 1919 م. كما بقيت أقليات قادمة من المحافظات السورية، فجميع من قطن في المنطقة حينها جمعتهم الغربة وحميميتها كأنهم أقرباء.
هاجر سكان كريت من المسلمين بعد المحنة التي أصابتهم من اليونان، يومها أسكنهم آخر ولاة العثمانيين على دمشق الوالي ناظم باشا هذه المنطقة، كما بنى لنفسه قصراً كبيراً فيها هو قصر المهاجرين الشهير، وفي هذا شاهد على احتضان الشام وإدماجها كل الأقليات والعرقيات على اختلاف مشاربهم.
المهاجرون إلى قاسيون أسبغوا على حيهم طابعاً مميزاً إذ نقلوا إليه طراز أبنيتهم ومنها منازل القرميد كما اشتهروا بالتدين القوي والتعفف والقوة البدنية والروحية.

## أهم معالم المنطقة
الوالي ناظم باشا أنشأ الثكنة الحميدية والسرايا والقصر الجمهوري في المهاجرين، والمستشفى الوطني، وجر الماء من عين الفيجة، كما أنشأ في الجهة الغربية من جبل قاسيون حياً للمهاجرين.
قصر المهاجرين
تذكر المصادر أن الوالي العثماني ناظم باشا ضاق صدره واكتئب، فأمر أعوانه أن ببناء مكانٌ له يستريح فيه من ضوضاء المدينة وما هي إلا ساعة حتى أقاموا له كوخ على سفح جيب قاسيون فجلس مسحورا بالجمال الاخاذ وقال: «إن الله عندما خلق الكون قسم الجمال نصفين، اعطى النصف الأول لهذا المكان ووزع النصف الثاني على باقي الأرض» فقالوا له: «يا سيدي هذا المكان بعيد لا ماء ولا نبات ويحتاج السفر اليه ساعة كاملة»، لكنَّ الوالي اصرَّ على البناء فبني القصر ليكون مقراً له وليصبح فيما بعد «القصر الجمهوري».
شارع ناظم باشا
يقع شرق منطقة المهاجرين وهو شارع موازي لنهر يزيد ويعتبر أهم شوارع الحي.
ساحة خورشيد
سميت الساحة كذلك نسبة لمالك قصر المهاجرين «خورشيد وهبي المصري» الذي اشتراه من «ناظم باشا» قبل إنجازه.
المصطبة
أقيمت لاستعراض الجند عند زيارة الإمبراطور الألماني «غليوم الثاني» لدمشق عام 1898م وماتزال حتى الآن، وتسمى بمصطبة الإمبراطور وتعرف الآن بحي المصطبة.
حي السلامة
يقع أعلى حي المهاجرين، ويدعى أيضاً «السلمية» وينسب الحي إلى التربة السَّلامية.
حارة المدار
كانت تحوي عدداً من المدارس، ولقد بقي عدد من هذه المدارس نذكر منها: الكجرية، الأتابكية، اليغمورية، المرشدية، الجهاركسية، وأقدمها هي الصاحبة.
الحلالات
هي حارات صغيرة تقع شمال المهاجرين، فيها مايشبه أحياء دمشق القديمة في متاهتها وتفرعها وضيقها، فبيوتها بنت على صخرٍ قاسٍ.
مغارة الأربعين 
تقع في أعلى قاسيون، وسميت كذلك حسب أسطورة تقول أن رجلاً رأى فيها أربعين رجلاً يصلون، ثم خرج بحاجة وعندما عاد لم يجد منهم أحداً.

## الحي في ذاكرة الدمشقيين
فضلاً عن موقعه المتميز شمال العاصمة فإنَّ للحي ذاكرة جميلة وكبيرة في عقول الدمشقيين، يقول الشيخ البهائي: «الناس هربت إلى هنا خوفاً من الشام التي ما عاد القمر يظهر فيها» فالناس كانت وما زالت تذهب إلى المهاجرين لكي تستمتع بالقمر وبصوت موسيقي يخرج من العدم ويصدح في الليالي إلى أبعد مدى... والناس تحب المهاجرين لأنها تستطيع أن ترى فيها الشام عن بعد دون تفاصيل وجهها... عندها تبدو هذه المدينة المرأة ساحرة دون غواية.
لا تشبه المهاجرين أي حي آخر فبيوتها تتراكب وتتراكم حتى تصل إلى ما قبل قمة جبل قاسيون بقليل وهي ماتزال تتسلقها بدأب، والأطفال يملئون الشوارع التي هي عبارة عن أدراج ضيقة ومتفرعة وصاعدة، والطريف هو انتشار سيارات «سوزكي» التي يشعر راكبها في شوارع الحي بأنه في أحد قطارات الملاهي.